# 역고드름

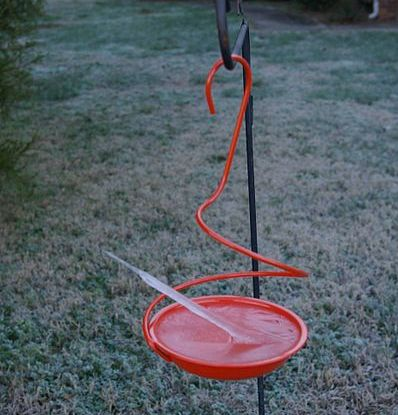
역고드름

역고드름은 얼어붙은 수면에서 위쪽으로 돌출된, 흔히 거꾸로 선 고드름 모양의 얼음 형상을 말한다. 승빙(乘氷)이라고도 한다. 자연적인 과정으로 생성된 역고드름은 작은 규모의 얼어붙은 수면에서 수십 년간 보고되어 왔으나, 그 발생은 매우 드문 현상이다. 20세기 초에 이들의 형성 메커니즘인 밸리-도시 모델이 제안되었으나, 이는 오랫동안 실험실에서 검증되지 않았다. 최근 들어 자연적으로 생성된 역고드름의 사진들이 인터넷에 다수 등장했으며, 가정용 냉장고나 냉동고에서 증류수를 얼려 인공적으로 이를 만드는 방법도 공유되고 있다. 이를 통해 소수의 과학자들이 실험실 환경에서 이 가설을 시험할 수 있게 되었고, 실험을 통해 밸리-도시 모델의 타당성이 입증된 것으로 보이지만, 자연적인 역고드름의 형성 과정에 대해 새로운 의문이 제기되었으며, 이 현상을 완전히 이해하기까지는 더 많은 연구가 필요한 상황이다. 자연적인 역고드름은 전형적인 돌기 형태 외에도 다양한 모양으로 성장할 수 있으며, 이러한 다른 형태들을 지칭하는 표준 용어가 없어 얼음 양초, 얼음 탑, 얼음 화병 등의 다양한 명칭으로 보고되어 왔다. 특히 특이한 형태 중 하나는 거꾸로 선 피라미드 모양을 하고 있다.
자연적으로 생성되는 역고드름은 보통 인치나 센티미터 단위로 측정되지만, 《하버 크릭 역사 협회 소식지》에 실린 보고서에 따르면, 1963년 얼어붙은 이리호를 횡단했던 캐나다인 진 호이저는 "얼음에 생긴 작은 핀홀을 통해 아래의 물이 주기적으로 압력에 의해 공중으로 솟아올라 얼어붙은" 현상을 목격했는데, 이는 "호수 전체에 걸쳐 전신주처럼 똑바로 서 있는" 5피트(1.5m) 높이의 "얼어붙은 분출물"을 만들어냈다고 한다.

## 배경
역고드름은 수십 년간 희귀한 자연 현상으로 보고되어 왔다. 20세기 초 O. 밸리와 H.E. 도시가 각각 독립적으로 제시한 형성 메커니즘 모델은 현재까지도 이 현상에 대한 가장 널리 받아들여지는 설명이다. 역고드름은 호수나 연못과 같은 큰 수체보다는 새 물통이나 반려동물 급수 그릇과 같이 물이 빠르게 얼어붙는 용기에서 주로 형성되는 경향이 있다. 특이한 얼음 형상의 사진을 게시하고 이 현상을 논의하는 다수의 웹페이지가 공개되었으며, 가정용 냉장고의 얼음 큐브에서 역고드름이 형성된 사례도 여러 건 보고되었다. 통제된 환경에서 역고드름을 생성할 수 있게 됨에 따라, 케네스 G. 리브레히트의 지도 하에 캘리포니아 공과대학교 물리학과 연구진들이 역고드름 형성에 필요한 조건에 대해 소규모 조사를 수행하게 되었다.

## 형성 메커니즘
원형의 얼음 양초나 다면체(주로 삼각형) 형태의 얼음 탑 모양으로 자연 발생하는 역고드름은 빗물이나 수돗물이 얼어 있는 용기에서 간혹 발견된다. 물은 얼음으로 얼면서 부피가 9% 팽창하며, 얼음 결정의 내부 구조를 반영하는 가장 단순한 형태는 육각기둥이다. 결정의 위아래면은 기저면이라 불리는 육각형 평면이며, 기저면에 수직인 방향을 c축이라고 한다.
이 과정은 표면의 물이 용기 벽과 만나는 불규칙한 부분에서 핵 생성되면서 시작된다. 처음 형성되는 결정의 c축이 수직이 아닌 경우, 기저면은 c축에 수직인 선을 따라 표면과 교차하며, 얼음 바늘이 이 선을 따라 표면을 가로질러 전파되는 경향이 있다. 쉽게 말해서, 표면은 가장자리에서 안쪽으로 얼어붙어 작은 표면 구멍만 얼지 않은 채로 남게 된다. 결정체 막은 60도 각도로 결합하는 경향이 있어 구멍은 흔히 삼각형 모양이 된다. 표면 얼음 아래에서 지속되는 물의 결빙은 남은 물을 구멍을 통해 위로 천천히 밀어 올린다. 매우 차가운 공기에 닿으면 압출된 물의 가장자리는 얼지만 중심부는 액체 상태로 남는다. 아래에서 더 많은 결빙이 일어나 더 많은 물을 위로 밀어 올리면 가장자리가 얼어붙는 식으로 반복된다. 물이 압출되는 속도가 구멍 가장자리에서 얼어붙는 속도와 같다면, 이 과정이 계속 반복되어 연속적인 층이 위로 자라나는 얼음관을 형성한다. 역고드름의 형성은 수체의 형태, 용해된 불순물의 농도, 기온, 수면 위의 공기 순환과 관련이 있다. 수면 아래에서 형성된 결정체에서 자라난 돌기는 얼음판에 수직이 아닌 가파른 각도로 돌출될 수 있다. 역고드름 생성 과정은 드물게 일어나며, 더 일반적으로는 표면이 완전히 얼어붙고 표면 아래의 물이 얼면서 표면 얼음 전체를 위로 밀어 올린다.
플라스틱 얼음 틀에 증류수를 사용하면 가정용 냉장고에서 얼음 큐브에 작은 역고드름을 인공적으로 만들 수 있다. 돌기의 형성 과정은 자연 발생하는 역고드름과 유사한데, 내부 물의 팽창과 큐브 내부 부피의 감소로 인해 물에 가해지는 압력이 증가하여 구멍을 통해 위로 밀려 올라간다. 관의 성장은 큐브의 나머지 물이 완전히 얼기 훨씬 전에, 관 상단의 물방울이 완전히 얼면서 멈춘다. 이 방법으로 만들어지는 작은 돌기들은 대개 둥글거나 삼각형 단면에 뾰족한 끝을 가진다. 이 방법을 사용한 실험실 연구가 수행되었으나, 증류수가 아닌 물로 만든 얼음 큐브에서는 물속 불순물이 돌기 형성을 억제하기 때문에 돌기가 생길 가능성이 낮은 것으로 밝혀졌다. 이는 수돗물이나 빗물에서 자연적으로 역고드름이 어떻게 형성되는지에 대한 의문을 제기한다. 리브레히트와 루이는 냉장고에서 자라는 작은 돌기의 경우, 불순물이 관 상단의 작은 미동결 물방울에 점점 더 농축되어 동결 속도를 감소시키고 따라서 관의 성장을 저해한다고 제안했다. 그러나 드물게 자연의 실외 얼음 형상에서 예외적으로 큰 돌기가 자라는 경우, 성장하는 관 상단에 축적되는 불순물을 제거하는 다른 메커니즘이 존재해야 한다고 보았다. 불순물이 더 천천히 얼어붙는 포켓으로 밀려나거나, 혹은 인공적으로 자란 더 작은 돌기에서는 미미했을 대류 흐름이 관 상단의 물을 아래에서 올라온 신선한 물로 대체했을 수 있다.
캘리포니아 공과대학교에서 수행된 연구 결과는 이 현상을 더욱 명확히 설명할 수 있는 실험들을 제시했다.

## 같이 보기
- 결정 성장
- 고드름

## 주해
1. ↑  이 현상의 주요 연구자인 리브레히트는 일부 수돗물로 만든 얼음 큐브에서 역고드름이 쉽게 자라나는 이유를 설명하지 못하고 있음을 인정했다.

## 더 읽어보기
- Bally, Oscar (1935). “Über eine eigenartige Eiskrystallbildung”. 《Helvetica Chimica Acta》 18 (1): 475–476. doi:10.1002/hlca.19350180164.
- Dorsey, Herbert Grove (1921). “Peculiar Ice Formations”. 《Physical Review》 18 (2): 162–4. Bibcode:1921PhRv...18...85.. doi:10.1103/physrev.18.85.
- Hallet, J (1959). “Crystal growth and the formation of spikes in the surface of supercooled water” (PDF). 《Journal of Glaciology》 103 (28): 698–704. 2012년 12월 2일에 원본 문서 (PDF)에서 보존된 문서. 2013년 7월 3일에 확인함.
- O'Hare, Michael (2007). 〈Freezer teaser〉. 《How to Fossilise Your Hamster: And Other Amazing Experiments for the Armchair Scientist》. Profile Books. 139, 142쪽. ISBN 978-1846680441.